# Oberbech (Odenthal)
Oberbech ist ein Wohnplatz in Unterodenthal in der Gemeinde Odenthal  im Rheinisch-Bergischen Kreis.

## Lage und Beschreibung
Oberbech liegt im Süden der Gemeinde, nördlich von Heidberg.

## Geschichte
Die Topographia Ducatus Montani des Erich Philipp Ploennies, Blatt Amt Miselohe, belegt, dass der Wohnplatz 1715 als drei Höfe kategorisiert wurde und mit Oberbech bezeichnet wurde.
Carl Friedrich von Wiebeking benennt die Hofschaft auf seiner Charte des Herzogthums Berg 1789 nicht. Aus ihr geht hervor, dass Oberbech zu dieser Zeit Teil von Unterodenthal in der Herrschaft Odenthal war.
Unter der französischen Verwaltung zwischen 1806 und 1813 wurde die Herrschaft aufgelöst und Oberbech wurde politisch der Mairie Odenthal im Kanton Bensberg zugeordnet. 1816 wandelten die Preußen die Mairie zur Bürgermeisterei Odenthal im Kreis Mülheim am Rhein.
Der Ort ist auf der Topographischen Aufnahme der Rheinlande von 1824 und auf der Preußischen Uraufnahme von 1840 verzeichnet. Ab der Preußischen Neuaufnahme von 1892 ist er auf Messtischblättern regelmäßig als Oberbech oder ohne Namen verzeichnet. Oberbech gehört seit jeher zur Pfarre Odenthal.
| Jahr | Einwohner | Wohngebäude | Kategorie  | Bemerkung         |
| ---- | --------- | ----------- | ---------- | ----------------- |
| 1822 | 22        |             | Ackergüter | genannt Ober-Beck |
| 1830 | 26        |             | Ackergut   | genannt Oberbeck  |
| 1845 | 24        | 3           | Ackergüter | genannt Ober-Bech |
| 1871 | 16        | 3           | Hofgüter   |                   |
| 1885 | 21        | 3           | Ortschaft  |                   |
| 1895 | 19        | 4           | Ortschaft  |                   |
| 1905 | 21        | 3           | Ortschaft  |                   |